# Tomistoma schlegelii
El falso gavial, gavial malayo o falso gavial malayo (Tomistoma schlegelii) es una especie de saurópsido crocodilio de la familia Gavialidae que vive en ríos de Malasia e Indonesia Occidental. Es verde con manchas negras y mide hasta 4 m. Durante mucho tiempo se creyó que su parecido con el gavial (Gavialis gangeticus) era debido a convergencia evolutiva, sin embargo estudios bioquímicos recientes lo incluyen en la misma familia.

## Dieta
Estudios recientes han confirmado algunos datos sobre su alimentación que lo diferencian de su pariente el gavial verdadero. Se ha podido confirmar que dadas las dimensiones ligeramente mayores del hocico que el de su pariente, suele alimentarse de peces o presas pequeñas debido a su hocico fino y alargado .

## Conservación
La especie se encuentra actualmente seriamente amenazada dado el drenaje continuado de pantanos y cauces de ríos, también son cazados por su piel e incluso por su carne. Sus huevos igualmente han sido objeto de recolección por parte de comunidades locales y cazadores furtivos. No obstante algunas medidas recientes adoptadas por los gobiernos de Malasia e Indonesia están permitiendo ampliar su población volviendo a presentarse ejemplares en vida salvaje en Indonesia que se creyó llegaron prácticamente a su desaparición.

## Distribución
Desaparecido de Indochina, se han encontrado algunos restos fósiles en Taiwán y sur de China, lo que ha permitido conocer que esta especie se extendió más allá de los límites que se creía había tenido.